# Berghagen, Åland
Berghagen är en ö i Åland (Finland). Den ligger i Skärgårdshavet och i kommunen Vårdö i landskapet Åland, i den sydvästra delen av landet. Ön ligger omkring 32 kilometer öster om Mariehamn och omkring 250 kilometer väster om Helsingfors.
Öns area är 2,1 hektar och dess största längd är 270 meter i nord-sydlig riktning. Trakten är glest befolkad. Närmaste större samhälle är Vårdö, 6,9 kilometer nordväst om Berghagen.